# Кеноткель
Кеноткель (каз. Кеңөткел) — село в Зерендинском районе Акмолинской области Казахстана. Входит в состав Троицкого сельского округа. Код КАТО — 115658300.

## География
Село расположено на юге района, в 19 км на северо-запад от центра района села Зеренда, в 8 км на северо-восток от центра сельского округа села Троицкое.

### Улицы[2]
- ул. Достык,
- ул. Орталык,
- ул. Шагала.

### Ближайшие населённые пункты
- село Кошкарбай в 5 км на юго-востоке,
- село Павловка в 5 км на севере,
- село Троицкое в 8 км на юго-западе,
- аул Ондирис в 9 км на юге.

## Население
В 1989 году население села составляло 321 человек (из них казахов 100%).
В 1999 году население села составляло 364 человека (187 мужчин и 177 женщин). По данным переписи 2009 года, в селе проживало 306 человек (157 мужчин и 149 женщин).
| Численность населения | Численность населения | Численность населения |
| 1989                  | 1999                  | 2009                  |
| --------------------- | --------------------- | --------------------- |
| 321                   | ↗364                  | ↘306                  |